# Max Ophüls
Max Ophüls (født 6. maj 1902, død 25. marts 1957) var en tysk-fransk filminstruktør.

## Liv
Maximillian Oppenheimer blev født i Saarbrücken, Tyskland. Han tog navnet "Max Ophüls" for ikke at genere sin far hvis hans filmkarriere mislykkedes; han er også kendt som "Max Ophuls" og "Max Opuls".
Ophüls, en jøde, måtte flygte fra Nazityskland i 1933. Han bosatte sig i Frankrig og blev fransk statsborger i 1938. I 1941 måtte han flygte igen til USA. Efter at instrueret nogle film i Hollywood flyttede han tilbage til Europa i 1950.
Han er begravet i Cimetière du Père-Lachaise i Paris.

## Udvalgte film

### Tyske film
- Liebelei (1933)

### Italiensk film
- La signora di tutti (1934; Ophüls eneste italienske film)

### Amerikanske film
- The Exile (1947)
- Letter from an Unknown Woman (1948; efter en historie af Stefan Zweig)
- The Reckless Moment (1949)

### Franske film
- Werther (1938; efter Goethes roman)
- La Ronde (1950)
- Le Plaisir (1952)
- Madame de… (1953)
- Lola Montès (1955)